# Goro (Mortal Kombat)
Goro is een personage uit de Mortal Kombat spellenreeks. Hij  werd geïntroduceerd in het eerste computerspel Mortal Kombat in 1992.
Goro is van het vierarmige half mens half-draak ras genaamd de Shokan. Hij heeft gediend als een rechterhand voor Shang Tsung en Shao Kahn. Goro is een sub-baas karakter in een aantal van de games in de serie.
Goro werd Grand Champion van het Mortal Kombat-toernooi na het verslaan van de Great Kung Lao. Voor 500 jaar, bleef hij ongeslagen en hielp hij Shang Tsung en kwam steeds dichter bij het bereiken van Shao Kahns doel van overheersing over Earthrealm. In zijn 10e titelverdediging, werd hij geconfronteerd door Liu Kang. Door gebruik te maken van Goro's overmoed na jaren als de ongeslagen krijger, was Liu Kang in staat om de overwinning veilig te stellen. Goro verdween tijdens de nasleep van het toernooi, en werd verondersteld dood te zijn. Er wordt aangenomen dat hij zich eigenlijk terugtrok naar zijn koninkrijk in deze tijd. Goro wordt opgevolgd door een ander lid van zijn ras, Kintaro, als Kahns rechterhand tijdens de gebeurtenissen van Mortal Kombat II. Goro verschijnt in Mortal Kombat Trilogy als een speelbaar karakter.Ook werd later een vrouwelijke Shokan geïntroduceerd genaamd Sheeva.